# Лук крупный
Лук кру́пный (лат. Allium grande) — многолетнее травянистое растение, вид рода Лук (Allium) семейства Луковые (Alliaceae).

## Распространение и экология
Встречается на горе Тарки-Тау, горных хребтах в окрестностях Махачкалы, сёл Губден, Кака-Шура Карабудахкентского района, Кадиркент Сергокалинского района, Дибгалик Дахадаевского района и между сёлами Дюбек и Хустиль Табасаранского района.
Редкое растение, общая численность вида составляет около 2—3 тысяч экземпляров.
Произрастает в предгорных лесах и среди кустарников на высоте 100—700 метров над уровнем моря.
Весенний эфемероид, начинающий вегетацию в конце марта, цветёт в мае. Мезофит. Размножается семенами и вегетативно (образующимися иногда в соцветии луковичками).

## Ботаническое описание
Луковица плотная, яйцевидно-шаровидная, диаметром 2,5 см. Стебель высотой 70 см, со слабо выступающими жилками.
Листья в числе двух—четырёх, шириной 3—5 см, ремневидные, по краю гладкие, значительно короче стебля.
Соцветие — почти шаровидный густой многоцветковый зонтик, чехол коротко заострённый, короче зонтика. Околоцветник звёздчатый, листочки его ланцетные, заострённые, бледно-розового цвета, длиной до 7 мм, после цветения отогнутые. Цветоножки в 3—4 раза длиннее околоцветника. Тычинки чуть короче околоцветника, при основании сросшиеся с ним. Завязь на короткой ножке, гладкая.

## Таксономия
Вид Лук крупный входит в род Лук (Allium) семейства Луковые (Alliaceae) порядка Спаржецветные (Asparagales).
|  |                                      |  |                                                             |                                                             |                   |  | ещё 24 семейства (согласно Системе APG II) | ещё 24 семейства (согласно Системе APG II) |                     |  |  |  | ещё более 870 видов |
|  |                                      |  |                                                             |                                                             |                   |  | ещё 24 семейства (согласно Системе APG II) | ещё 24 семейства (согласно Системе APG II) |                     |  |  |  | ещё более 870 видов |
|  |                                      |  |                                                             | порядок Спаржецветные                                       |                   |  |                                            |                                            | род Лук             |  |  |  |                     |
|  |                                      |  |                                                             | порядок Спаржецветные                                       |                   |  |                                            |                                            | род Лук             |  |  |  |                     |
|  | отдел Цветковые, или Покрытосеменные |  |                                                             |                                                             | семейство Луковые |  |                                            |                                            | вид Лук крупный     |  |  |  |                     |
|  | отдел Цветковые, или Покрытосеменные |  |                                                             |                                                             | семейство Луковые |  |                                            |                                            |                     |  |  |  |                     |
|  |                                      |  | ещё 44 порядка цветковых растений (согласно Системе APG II) | ещё 44 порядка цветковых растений (согласно Системе APG II) |                   |  |                                            | ещё около 300 родов                        | ещё около 300 родов |  |  |  |                     |
|  |                                      |  |                                                             | ещё 44 порядка цветковых растений (согласно Системе APG II) |                   |  |                                            |                                            | ещё около 300 родов |  |  |  |                     |